# Sałamat Mukaszew
Sałamat Mukaszuły Mukaszew (ros. Саламат Мукашевич Мукашев, ur. 21 października 1927 w Gurjewie (obecnie Atyrau), zm. 18 czerwca 2004 w Ałmaty) – radziecki i kazachski polityk, przewodniczący Prezydium Rady Najwyższej Kazachskiej SRR w latach 1985–1988.
Od 1942 operator ds. podziemnych remontów szybów naftowych, 1947–1949 księgowy w przemyśle naftowym, 1949–1952 instruktor Republikańskiego Komitetu Związku Zawodowego Pracowników Przemysłu Naftowego, od 1950 w WKP(b), 1952–1961 sekretarz Komitetu Obwodowego Komunistycznej Partii Kazachstanu (KPK) w rodzinnym mieście i przewodniczący obwodowego komitetu związku zawodowego, 1961–1965 I sekretarz komitetu rejonowego KPK, 1970–1977 I sekretarz Komitetu Obwodowego KPK w Gurjewie, 1977–1980 przewodniczący Rady Związków Zawodowych Kazachskiej SRR, 1980–1985 I sekretarz Komitetu Obwodowego KPK w Mangystau, od 27 września 1985 do 9 lutego 1988 przewodniczący Prezydium Rady Najwyższej Kazachskiej SRR. 1970–1989 deputowany do Rady Najwyższej ZSRR. Od 1988 na emeryturze. Pochowany w Kułsarach.
Odznaczony czterokrotnie Orderem Czerwonego Sztandaru Pracy i dwukrotnie Orderem „Znak Honoru”.